# Камден (Індіана)
Камден (англ. Camden) — місто (англ. town) в США, в окрузі Керролл штату Індіана. Населення — 593 особи (2020).

## Географія
Камден розташований за координатами 40°36′37″ пн. ш. 86°32′17″ зх. д. / 40.61028° пн. ш. 86.53806° зх. д. (40.610178, -86.537929).  За даними Бюро перепису населення США в 2010 році місто мало площу 0,68 км², з яких 0,68 км² — суходіл та 0,00 км² — водойми.

## Демографія
Згідно з переписом 2010 року, у місті мешкало 611 особа в 249 домогосподарствах у складі 161 родини. Густота населення становила 900 осіб/км².  Було 271 помешкання (399/км²).
Расовий склад населення:
| - 98,2 % — білих - 0,3 % — чорних або афроамериканців - 0,2 % — корінних американців |

До двох чи більше рас належало 1,3 %. Частка іспаномовних становила 0,0 % від усіх жителів.
За віковим діапазоном населення розподілялося таким чином: 25,2 % — особи молодші 18 років, 57,0 % — особи у віці 18—64 років, 17,8 % — особи у віці 65 років та старші. Медіана віку мешканця становила 40,2 року. На 100 осіб жіночої статі у місті припадало 90,9 чоловіків;  на 100 жінок у віці від 18 років та старших — 92,0 чоловіків також старших 18 років.
Середній дохід на одне домашнє господарство  становив 52 854 долари США (медіана — 42 292), а середній дохід на одну сім'ю — 62 355 доларів (медіана — 54 792). За межею бідності перебувало 11,9 % осіб, у тому числі 12,5 % дітей у віці до 18 років та 5,5 % осіб у віці 65 років та старших.
Цивільне працевлаштоване населення становило 309 осіб. Основні галузі зайнятості: виробництво — 35,9 %, освіта, охорона здоров'я та соціальна допомога — 18,1 %, науковці, спеціалісти, менеджери — 7,8 %, роздрібна торгівля — 6,8 %.